# 施塔尔霍夫
施塔尔霍夫是奥地利施蒂利亚州德意志兰茨贝格县的一个市镇。总面积1.06平方公里，总人口542人，人口密度511.3人/平方公里（2001年）。